# La Colombe (Manche)
La Colombe ist eine französische Gemeinde mit 627 Einwohnern (Stand 1. Januar 2022) im Département Manche in der Region Normandie. Sie gehört zum Arrondissement Saint-Lô und zum Kanton Villedieu-les-Poêles-Rouffigny. Sie grenzt im Norden an Percy-en-Normandie, im Osten an Montbray, im Südosten an Beslon, im Süden an Sainte-Cécile, im Südwesten an Villedieu-les-Poêles-Rouffigny und im Westen an La Bloutière.

## Bevölkerungsentwicklung
| Jahr      | 1962 | 1968 | 1975 | 1982 | 1990 | 1999 | 2008 | 2018 |
| --------- | ---- | ---- | ---- | ---- | ---- | ---- | ---- | ---- |
| Einwohner | 611  | 583  | 569  | 560  | 563  | 559  | 637  | 628  |

## Sehenswürdigkeiten

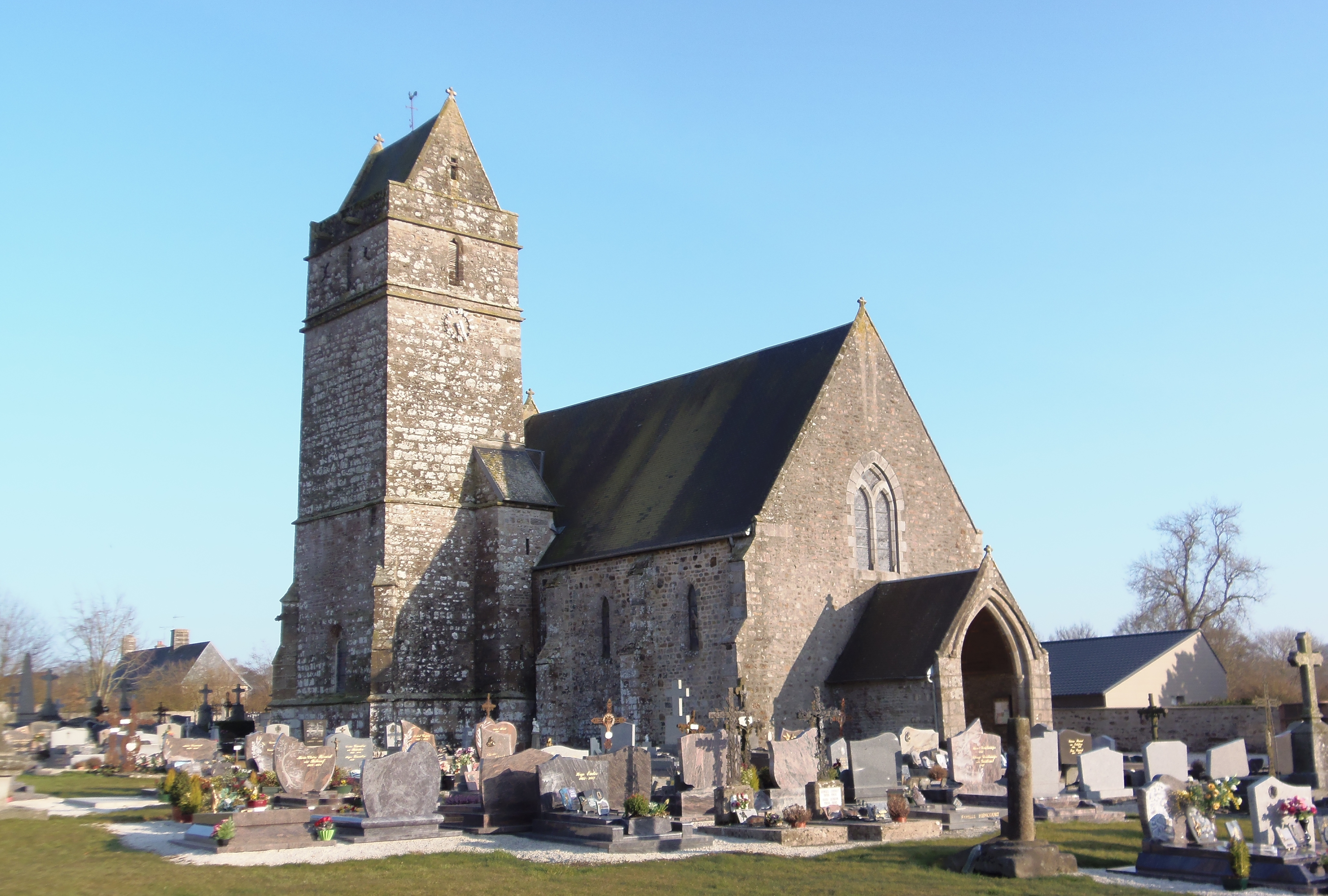
Kirche Notre-Dame

- Kriegerdenkmal
- Kirche Notre-Dame